# PUNKY HEART
『PUNKY ♥ HEART』（パンキー ハート）は、LM.Cの9thシングルである。2008年5月20日発売。

## 概要
- 前作から11か月でのシングルである。
- 初回限定盤A、初回限定盤B、通常盤の3種類がある。

## 収録曲
全曲とも作詞・作曲・編曲はLM.C。

### 初回限定盤B、通常盤
1. PUNKY ♥ HEART
  - NTV系 『音楽戦士 MUSIC FIGHTER』5月度POWER PLAY
2. DAYS
  - ニンテンドーDSソフト『家庭教師ヒットマンREBORN! DS フェイトオブヒートII 運命のふたり』OPテーマソング

### 初回限定盤A
1. PUNKY ♥ HEART
2. ningyo no namida - 編曲：成田忍
3. DAYS

| スタブアイコン | サブスタブ | この項目は、まだ閲覧者の調べものの参照としては役立たない、シングルに関連した書きかけの項目です。この項目を加筆・訂正などしてくださる協力者を求めています（P:音楽/PJ:楽曲）。 |